# La familia tiene un precio
La familia tiene un precio (título original en italiano: Natale a tutti i costi, lit. 'Navidad a cualquier costo') es una película de comedia de 2022 escrita y dirigida por Giovanni Bognetti, protagonizada por Christian De Sica, Angela Finocchiaro, Dharma Mangia Woods y Claudio Colica .
La película es una adapatación de la película francesa de 2021 Mes très chers enfants dirigida por Alexandra Leclère. Cuenta con una secuela Ricchi a tutti i costi, de 2024.

## Sinopsis
Emilio y Alessandra, los hijos de Carlo y Anna, deciden dejar la casa de sus padres para irse a vivir solos. Sin embargo, desde la mudanza empiezan a descuidar a sus padres, quienes, para llamar su atención y salvar la Navidad (ya que los niños habían dicho que, según la tradición, no podían estar presentes el día de Navidad) fingen haber heredado seis millones de euros de una tía recientemente fallecida. Tras enterarse de la falsa herencia a través de su abuela, deslumbrados por la cifra astronómica y la posibilidad de obtener una parte de la herencia, Alessandra y Emilio mágicamente aparecen de nuevo. Pero sabemos que las mentiras tienen patas cortas y para no ser descubiertas sus padres tendrán que hacerse pasar por millonarios de verdad, entre Ferraris y compras desenfrenadas.

## Distribución
La película se estrenó el 19 de diciembre de 2022 a través de la plataforma de streaming Netflix.